# Seagull Cars
Seagull Cars war ein britischer Hersteller von Automobilen.

## Unternehmensgeschichte
David Calvert gründete 1984 das Unternehmen in Aldershot in der Grafschaft Hampshire. Er begann mit der Produktion von Automobilen und Kits. Der Markenname lautete Seagull. Im gleichen Jahr endete die Produktion. Insgesamt entstanden etwa drei Exemplare.

## Fahrzeuge
Im Angebot stand nur ein Modell. Das Fahrzeug basierte auf dem Mini und nutzte auch dessen Hilfsrahmen. Der Vierzylindermotor war im Heck montiert. Das Mittelteil der Karosserie war aus Aluminium, während Front und Heck aus Fiberglas bestanden. Das offene Fahrzeug kam ohne Türen aus und bot Platz für zwei Personen.